# Bugatti Type 13

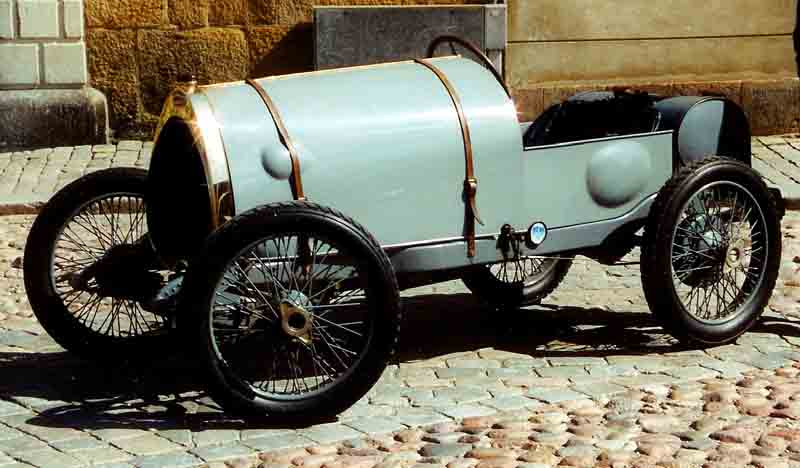
Bugatti Type 13

De Bugatti Type 13 was de eerste wagen van het Franse automerk Bugatti. Het model had een motorinhoud van 1327 cc. De auto wordt wel gezien als de eerste volwaardige Bugatti. De voorganger, de Type 10, was slechts een prototype.
Onder de Type 13 vallen ook de daarop gebaseerde latere typen 15, 17, 22, 23 en 27. Het is niet helemaal duidelijk hoeveel auto’s van deze typen zijn gebouwd maar de schatting is 435 achtcilindermodellen, ongeveer 2.000 zescilinders en zo’n 40 racemodellen. Deze werden in de periode 1910-1926 gebouwd.
De type 13 zag er op het eerste gezicht meer uit als speelgoed, o.a. Doordat deze vrij klein was, en werd niet altijd serieus genomen als deze op een race verscheen. Ook het vermogen viel tegen. Het weggedrag was echter superieur. Het sturen en remmen zorgde voor goede prestaties. Al in 1910 deed het model mee aan klimritten en bereikte in 1911 de tweede plaats in de  Grand-prix van 1911 in Le Mans.
Tijdens de Eerste Wereldoorlog lag de productie stil. Hierna kwam deze in 1920 weer op gang. De nieuwe versie werd de Type 13 Brescia, vernoemd naar de Grand Prix van Brescia waar de auto een goed resultaat neerzette. Daarnaast was er de Type 22 Brescia Roadster en de Type 23 Brescia Tourer waarvan er 2.000 werden geproduceerd.

## Op de bodem van het meer
In 1967 werd op de bodem van Lago Maggiore een Type 22 Roadster uit 1925 gevonden. Deze lag er sinds 1936 en werd in 2010 naar boven gehaald. De auto staat tegenwoordig in het Mullin Automotive Museum in Oxnard Californië. Hoe deze op de bodem van het meer kwam is niet helemaal duidelijk. Voor de bewoners in de buurt was het al die jaren een legende die rondverteld werd.
Het meest geloofwaardige verhaal stelt dat de auto van Grand Prixracer René Dreyfus was die hem na een dronken pokeravond af moest staan aan de Zwitserse playboy Adalbert Bodé. Onderweg naar huis kreeg hij moeilijkheden met de Zwitserse douane. De auto werd in beslag genomen omdat Bodé de importheffing niet wilde betalen. Mogelijk omdat hij blut was na het gokken of feesten. De douaniers besloten ofwel om de auto in het water te gooien en zo te vernietigen, ofwel om de auto aan een lange ketting te hangen aan een rots en te wachten totdat het een goed moment was om deze naar boven te halen en door te verkopen. In dat laatste geval zou de ketting gebroken zijn waarna deze alsnog op de bodem kwam.